# Si tu pars
Ne doit pas être confondu avec Si tu pars autre chanson de Johnny Hallyday (2005), ou la chanson Si tu pars de M Pokora (2012).
Singles de Johnny Hallyday
Que je t'aime
(1969) Jésus Christ
(1970)
Si tu pars est une chanson de Johnny Hallyday sortie en janvier 1970 sur la face B du single Ceux que l'amour a blessé.

## Développement et composition
La chanson a été écrite par Micky Jones, Tommy Brown et Long Chris. L'enregistrement a été produit par Lee Hallyday.

## Liste des pistes
Single 7" 45 tours (1970, Philips 336.292 BF, France)
A. Ceux que l'amour a blessé (3:37)
B. Si tu pars (4:05),

## Classements
| Classement (2017) | Meilleure position |
| ----------------- | ------------------ |
| France (SNEP)     | 173                |